# Nīya
Nīya (arabisch نية, DMG nīya oder niyya ‚Absicht, Intention, Vorhaben‘) ist eine im Islam für viele rituelle Handlungen (wie beispielsweise die rituelle Waschung Wudū', das rituelle Gebet, das Fasten, die Pilgerfahrt oder das Almosengeben Zakāt/Ṣadaqāt) vorgeschriebene Absichtserklärung, die der eigentlichen Handlung unmittelbar vorausgehen muss. 
Ohne Nīya ist die Handlung ungültig, nur in wenigen Ausnahmen ist sie zwar nicht obligatorisch, aber zumindest lobenswert oder verdienstvoll. Unzurechnungsfähige Personen, also Personen, die nicht im Besitz ihrer geistigen Kräfte sind, können keine gültige Nīya aussprechen.
Die Taten werden am Jüngsten Tag, so glauben die Muslime, gemäß der Nīya beurteilt (innamā l-aʿmāl bi-n-nīyāt).